# Tecnam P2008

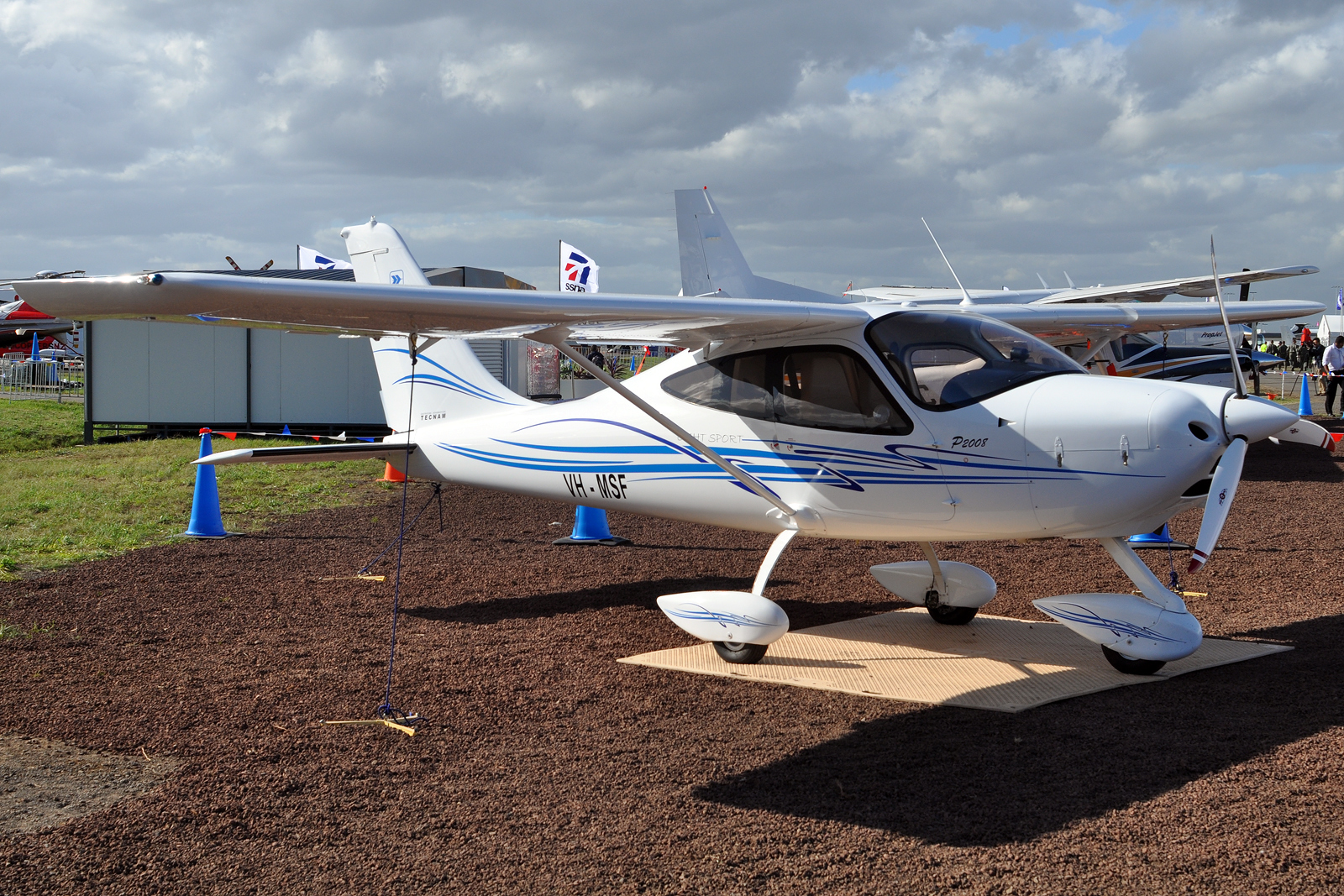
Tecnam P2008 de demostració a Austràlia el 2011.

El Tecnam P2008 és una avioneta monomotor, d'ala alta i 2 places fabricat a Itàlia però adreçat inicialment al mercat d'aviació general dels Estats Units. Va ser el primer disseny de Tecnam en incorporar elements en materials compòsit. Va ser presentat al festival aeri AERO Friedrichshafen de 2009, començant les entregues el desembre del mateix any.

## Disseny i desenvolupament
El P2008 té una configuració convencional d'avioneta d'alta alta, semblant als models anteriors de la companyia com el Tecnam P92 i el P2004. La diferència principal és que el P2008 incorpora un fuselatge de fibra de carboni, tot i que les ales i l'estructura caudal són fabricats amb els clàssics aliatges d'alumini. El primer vol es va realitzar el 30 de setembre de 2008.
Existeixen múltiples variants d'aquest disseny adaptades a diverses normatives presents als mercats com l'LSA dels Estats Units, ultralleugers, ELA1 o l'europea CS-VLA.

## Variants
P2008
Model base amb un motor Rotax 912ULS de 100 cv.
P2008 TC
Model amb motor turbo Rotax 914 de 115 cv i hèlix de 3 àleps.
P2008 JC
Versió certificada segons la normativa europea EASA CS-VLA.

## Especificacions
Dades de Jane's All the World's Aircraft 2011/12
Característiques generals
- Capacitat: 2
- Longitud: 6,93 m
- Envergadura: 8,80 m
- Alçada: 2,46 m
- Perfil: NACA 63A
- Relació d'aspecte: 6,7
- Pes màxim d'enlairament: 600 kg

 Rendiment 
- Velocitat de creuer: 215 km/h
- Velocitat d'entrada en pèrdua: 73 km/h
- Abast: 1.277 km
- Sostre de servei: 4.265 m
- Ràtio d'ascens: 5,85 m/s  a nivell del marAviònica
- Instrumentació estàndard vàlida per a regles de vol visual VFR, basada en 2 pantalles multifunció EFIS.